# Pedinophyllum interruptum
Pedinophyllum interruptum (deutsch Unterbrochenes Flachblattmoos) ist eine Lebermoos-Art aus der Familie Plagiochilaceae.

## Merkmale
Die Pflanzen wachsen niederliegend in olivgrünen bis braungrünen Rasen oder zwischen anderen Moosen. Die Sprosse sind meist reich verzweigt, 1 bis 4 Zentimeter lang und 2 bis 3 Millimeter breit. Die am Stämmchen kaum herablaufenden Flankenblätter sind elliptisch bis abgerundet rechteckig oder oben leicht ausgebuchtet. Am Sprossende sind sie oft wie betende Hände zusammengeneigt. Die Blattzellen sind dünnwandig, die Ecken kaum dreieckig verdickt; die Zellgröße 20 bis 35 Mikrometer, dabei am Blattrand kleiner und in der Blattmitte größer. Pro Zelle sind 4 bis 8 traubenförmige Ölkörper vorhanden. Junge Triebe weisen gewöhnlich kleine zwei- bis dreilappige Unterblätter auf.
Die Geschlechterverteilung ist autözisch. Gametangienstände befinden sich am Ende von Haupt- oder Nebenästen. Die männlichen Hüllblätter sind kleiner als die Flankenblätter und am Grund sackförmig, die weiblichen sind den Flankenblättern ähnlich. Perianthien sind oft vorhanden, sie ragen zur Hälfte aus den Hüllblättern heraus, sind oben plattgedrückt mit gestutzter, ganzrandiger bis etwas grobzähniger Mündung. Die Sporengröße ist 15 Mikrometer.

## Standortansprüche und Verbreitung
Pedinophyllum interruptum wächst an schattig-feuchten Kalk- oder kalkhaltigen Felsen in luftfeuchten Gebieten, wobei stark geneigte bis überhängende Felsflächen bevorzugt werden.
Europäische Verbreitungsgebiete befinden sich im zentralen Teil, hier nach Süden bis Nordspanien und Nordgriechenland, nach Westen bis England, Schottland und Irland, nach Norden bis zum Südrand der norddeutschen Tiefebene und nach Osten bis Bulgarien, Rumänien und zur Ukraine. Weitere Vorkommen gibt es im Kaukasus, Südkaukasus, Westasien, Algerien und im östlichen Nordamerika. 
In Deutschland ist die Art in den Alpen und im Jura ziemlich häufig, im norddeutschen Flachland fehlt sie vollständig. In Österreich ist sie besonders in den Nord- und Südalpen und der Flyschzone verbreitet und oft häufig, sonst seltener oder fehlt gebietsweise.